# James Tissot

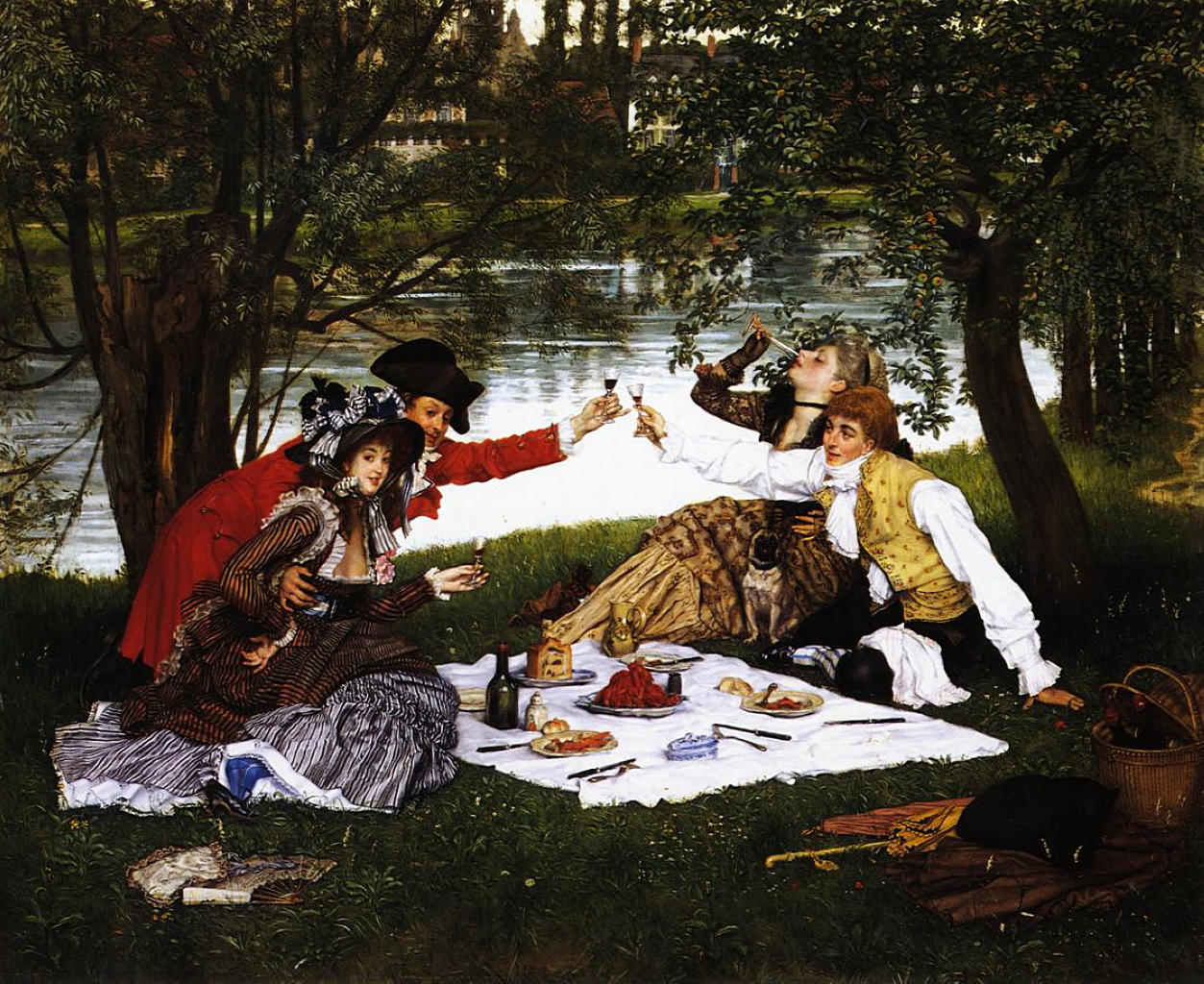
La Partie carrée (1870)

Jacques-Joseph Tissot, detto James (Nantes, 15 ottobre 1836 – Chenecey-Buillon, 8 agosto 1902), è stato un pittore e incisore francese.

## Biografia
Tissot nacque a Nantes il 15 ottobre 1836 e studiò alla Scuola delle Belle Arti di Parigi, dove ebbe tra i suoi maestri Jean-Auguste-Dominique Ingres; si esibì per la prima volta al Salon nel 1859, quando aveva solo ventitré anni.

In questo periodo divenne celebre rappresentando ambienti e personaggi della Parigi mondana del tempo, riuscendo in particolare a rappresentare magnificamente sulla tela il fascino femminile.

Il suo stile si avvicina a quello di Henri Fantin-Latour, ma sono rintracciabili anche tracce che rimandano a Édouard Manet, a Edgar Degas e a James Abbott McNeill Whistler.
Allo scoppio della guerra franco-prussiana si arruolò con entusiasmo nell'esercito francese. Sospettato di essere comunista per la sua partecipazione alla Comune di Parigi, fu costretto a lasciare Parigi per Londra.

Qui si avvicinò con interesse alla tecnica dell'acquaforte, disegnò caricature e dipinse ritratti e soggetti di genere, caratterizzati dalla fedeltà realistica e dalla morbida resa cromatica.
Al colmo della fama una crisi mistica lo portò in Palestina, dove rimase per dieci anni nei quali creò centinaia di stampe ed illustrazioni relative ad episodi del Nuovo Testamento; queste opere, pubblicate nel 1896, gli procurarono ingenti guadagni.

Da un punto di vista tecnico, queste illustrazioni sono caratterizzate dalla cura per i minimi particolari del paesaggio e per il vivido realismo delle figure, anche se ciò talvolta le rende fredde ed incapaci di suscitare un autentico sentimento di trasporto religioso.
Cominciò poi ad interessarsi anche ad episodi del Vecchio Testamento, ma morì poco dopo, l'8 agosto 1902 nel villaggio francese di Chenecey-Buillon.

## Opere presenti in collezioni pubbliche (selezione)
| Immagine | Titolo                                   | Data       | Dimensioni, materiale           | Collezione                                                                        |
| -------- | ---------------------------------------- | ---------- | ------------------------------- | --------------------------------------------------------------------------------- |
|          | Marguerite in Chiesa                     | circa 1861 | 50,2 x 75,5 cm, olio su tela    | National Gallery of Ireland - Dublino                                             |
|          | Due sorelle                              | 1863       | 210 x 136 cm, olio su tela      | Musée d’Orsay - Parigi                                                            |
|          | Ritratto di M.lle L. L.                  | 1864       | 124 x 99,5 cm, olio su tela     | Musée d'Orsay - Parigi                                                            |
|          | Autoritratto                             | circa 1865 | 49,8 x 30,2 cm, olio su tavola  | Fine Arts Museums of San Francisco, Palace of the Legion of Honor - San Francisco |
|          | Young Ladies Looking at Japanese Objects | 1869       | 70,5 x 50,2 cm, olio su tela    | Cincinnati Art Museum - Cincinnati                                                |
|          | The Dreamer (Summer Evening)             | 1871       | 34,9 x 60,3 cm, olio su tela    | Musée d’Orsay - Parigi                                                            |
|          | On the Thames. A Heron                   | 1871–72    | 92,7 x 60,3 cm, olio su tela    | The Minneapolis Institute of Arts - Minneapolis                                   |
|          | The Captain's Daughter                   | 1873       | 104,8 × 72,4 cm, olio su tela   | Southampton City Art Gallery - Southampton                                        |
|          | The Last Evening                         | 1873       | 72,4 × 102,9 cm, olio su tela   | The Guildhall Art Gallery - Londra                                                |
|          | London Visitors                          | circa 1874 | 160 x 114 cm, olio su tela      | Toledo Museum of Art - Toledo                                                     |
|          | Ball on Shipboard                        | circa 1874 | 84,1 x 129,5 cm, olio su tela   | Tate Gallery of British Art - Londra                                              |
|          | Hush!                                    | circa 1875 | 73.7 x 112.2 cm, olio su tela   | Manchester City Art Galleries - Manchester                                        |
|          | Captain Frederick Gustavus Burnaby       | um 1875    | 49,5 x 59,7 cm, olio su tela    | National Portrait Gallery - Londra                                                |
|          | Portrait of Miss Lloyd                   | 1876       | 91,4 x 50,8 cm, olio su tela    | Tate Gallery of British Art - Londra                                              |
|          | A Passing Storm                          | circa 1876 | 76,8 x 99,7 cm, olio su tela    | Lord Beaverbrook Art Gallery - Fredericton                                        |
|          | October                                  | 1877       | 216 x 108,7 cm, olio su tela    | Montreal Museum of Arts - Montréal                                                |
|          | Hide and Seek                            | 1877       | 73,4 x 53,9 cm, olio su tavola  | National Gallery of Art - Washington D.C.                                         |
|          | Seaside                                  | circa 1878 | 87,5 x 61 cm, olio su tela      | Cleveland Museum of Art - Cleveland                                               |
|          | The Ball                                 | 1880       | 90 x 50 cm, olio su tela        | Musée d’Orsay - Parigi                                                            |
|          | A Woman of Ambition                      | 1883–1885  | 142,24 x 101,6 cm, olio su tela | Albright-Knox Art Gallery - Buffalo                                               |
|          | The Shop Girl                            | 1883–1885  | 146,1 x 101,6 cm, olio su tela  | Art Gallery of Ontario - Toronto                                                  |
|          | Women of Paris, The Circus Lover         | 1883–1885  | 147,2 x 101,6 cm, olio su tela  | Museum of Fine Arts - Boston                                                      |
|          | The Artists' Wives                       | 1885       | 146 × 101 cm, olio su tela      | Chrysler Museum of Art - Norfolk                                                  |
|          | The Strike of the Lance                  | 1886-1894  | 36,5 × 20,8 cm, acquerello      | Brooklyn Museum - New York                                                        |